# Miller Brewing Company
Miller Brewing Company — американська пивоварна компанія, яка знаходиться в місті Мілвокі, штат Вісконсин, США. Пивоварна компанія була заснована в 1855 році пивоваром на ім'я Фредерік Міллер, який емігрував з Німеччини до США в 1854 році. Спочатку Міллер придбав невелику пивоварню під назвою Plank Road (за 2300 доларів). Саме розташування було в долині міста Мілвокі, якраз для призначення і до доступу сировини, яке було призначене для виготовлення пивоварної продукції. У 1855 році Фредерік Міллер перейменовує компанію на «Miller Brewing Company», яка існує по сьогодні. Компанія виготовляла та виготовляє такі марки пива, популярне серед них Miller Lite, та багато інших. В теперішньому часі компанія належить фірмі «Coors Brewing Company».